# Bronisław Wojciechowski (1893–1966)
Bronisław Wacław Wojciechowski (ur. 13 lipca 1893 w Wygiełzowie, zm. 5 czerwca 1966 w Łodzi) – polski przemysłowiec, działacz społeczny, polityk, poseł na Sejm w II RP, major kawalerii Wojska Polskiego, kawaler Orderu Virtuti Militari.

## Życiorys
Urodził się 13 lipca 1893, choć w dokumentach podawał fikcyjną datę późniejszą, 1 stycznia 1894. Był dziesiątym dzieckiem Władysława i Wiktorii z Rażniewskich. Ukończył polską szkołę handlową w 1911, następnie zdał maturę rosyjską w Tyflisie, po czym podjął studia na Wydziale Prawa Uniwersytetu Jagiellońskiego.
W młodości działał w OMN „Zarzewie” (krótko przed wybuchem wojny wybrany na przewodniczącego), PET, ZET i Polskich Drużynach Strzeleckich oraz „Zniczu”. Po wybuchu I wojny światowej kierował POW w Piotrkowie. W czerwcu 1915 roku został odkomenderowany do 5. szwadronu 2 pułku ułanów Legionów Polskich, w którym pełnił służbę do lutego 1918 roku. W lipcu 1916 brał udział w bitwie pod Kostiuchnówką. W czasie służby awansował od ułana do wachmistrza. W lutym 1918 roku przeprowadził dwa plutony ułanów z Synowódzka do Borysławia.
W wojnie z bolszewikami służył jako oficer 9 pułku Ułanów Małopolskich; za udział w bitwie pod Komarowem odznaczony Krzyżem Srebrnym Orderu Virtuti Militari. W 1921 roku przeszedł do rezerwy w stopniu rotmistrza ze starszeństwem z dniem 1 czerwca 1919. W 1923, 1924 był oficerem rezerwowym 9 pułku ułanów. W 1934 roku, jako oficer rezerwy kawalerii pozostawał w ewidencji Powiatowej Komendy Uzupełnień Lwów Miasto. Posiadał przydział do Oficerskiej Kadry Okręgowej Nr VI. Był wówczas w grupie oficerów „reklamowanych na 12 miesięcy”. Na stopień majora został mianowany ze starszeństwem z 19 marca 1939 i 3. lokatą w korpusie oficerów rezerwy kawalerii.
W 1921 dokończył studia uzyskując tytuł doktora prawa. Od października 1921 pracował w przedsiębiorstwie Gazolina, otrzymując w niej posadę prokurenta, osiadł w Borysławiu, a pod koniec 1927 został dyrektorem spółki akcyjnej Gazolina. W mieście działał społecznie: był w zarządzie oddziału Związku Strzeleckiego, prezesem oddziału Związku Legionistów Polskich (ponadto od 1932 pełnił funkcję prezesa zarządu okręgu ZLP we Lwowie) oraz był członkiem egzekutywy okręgowej Związku Naprawy Rzeczypospolitej. Mieszkał tamże.
Był posłem na Sejm trzech kolejnych kadencji:
- w II kadencji (1928–1930) – z ramienia BBWR
- w III kadencji (1930–1935) – z ramienia BBWR
- w IV kadencji (1935–1938) – został wybrany z listy państwowej 96 377 głosami z okręgu nr 69 (powiaty: stryjski, żydaczowski i bóbrecki). W kadencji tej pracował w komisji budżetowej[15][16].

20 stycznia 1938 został wybrany prezesem zarządu głównego Towarzystwa Pracy Społeczno-Gospodarczej. Był działaczem Obozu Zjednoczenia Narodowego w województwie lwowskim: po reorganizacji struktur w lutym 1938 wyznaczony wiceprzewodniczącym okręgu lwowskiego OZN, w styczniu 1939 objął funkcję prezesa okręgu lwowskiego OZN (zastępując Ludwika Kolankowskiego). Był członkiem Prezydium Rady Naczelnej OZN w 1939.
Po wybuchu II wojny światowej we wrześniu 1939 był członkiem Sztabu Obrony Lwowa. Po zdobyciu Lwowa przez armię sowiecką uniknął aresztowania i przedostał się do Warszawy. Prowadził tam biuro firmy „Gazolina”, stanowiące przykrywkę dla rozmaitych działań konspiracyjnych. Był czynny w pionie informacji i propagandy Okręgu Warszawskiego AK, redagując jego biuletyn. Ps. „Doktor”. Powstanie warszawskie zastało go w Leśnej Podkowie. Od 1945 mieszkał w Łodzi, gdzie okresowo bez pracy, do emerytury pracował na podrzędnych stanowiskach.
Od 23 stycznia 1919 był żonaty z Jadwigą Zaleską (prawnuczką Ignacego Stawiarskiego (1776–1836) – znanego prawnika i publicysty). Jego dzieci to Anna Rudzińska (1919–1992), żona Witolda Rudzińskiego oraz Bronisław Wojciechowski (1921–1986).

## Ordery i odznaczenia
- Krzyż Srebrny Orderu Virtuti Militari[5] nr 5469
- Krzyż Niepodległości (9 listopada 1931)[22]
- Krzyż Oficerski Orderu Odrodzenia Polski (1938)[23]
- Krzyż Walecznych (czterokrotnie)[5]
- Złoty Krzyż Zasługi[3]
- Medal Pamiątkowy za Wojnę 1918–1921[3]
- Medal Dziesięciolecia Odzyskanej Niepodległości[3]
- Krzyż Komandorski Orderu Korony Włoch (Włochy)[3]